# Vasilij Ivanovitj Belov
Vasilij Ivanovitj Belov (russisk: Васи́лий Ива́нович Бело́в) (23. oktober 1932 i Timonikha - 4. december 2012 i Vologda) var en russisk forfatter.
Belov blev medlem af kommunistpartiet i 1956. Han studerede ved Gorkijinstitutet for litteratur i 1959 til 1964. I år 1990 blev han valgt ind i partiets kulturkomite og har efter Sovjetunionens opløsning arbejdet som en multiplikatorer på den konservative side.
I Danmark er han nok mest kendt for sin lange novelle Musketerernes nætter som skuespilleren Helge Kjærulff-Schmidt læste op i Danmarks Radio i 1978. En indspilning der har været genudsendt nogle gange.